# Gropavall

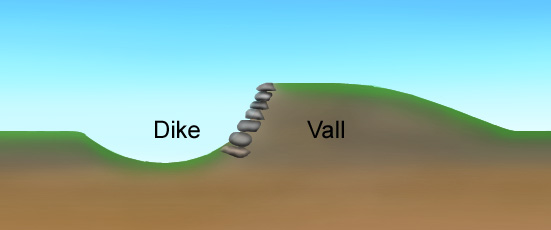
En gropavall i genomskärning.

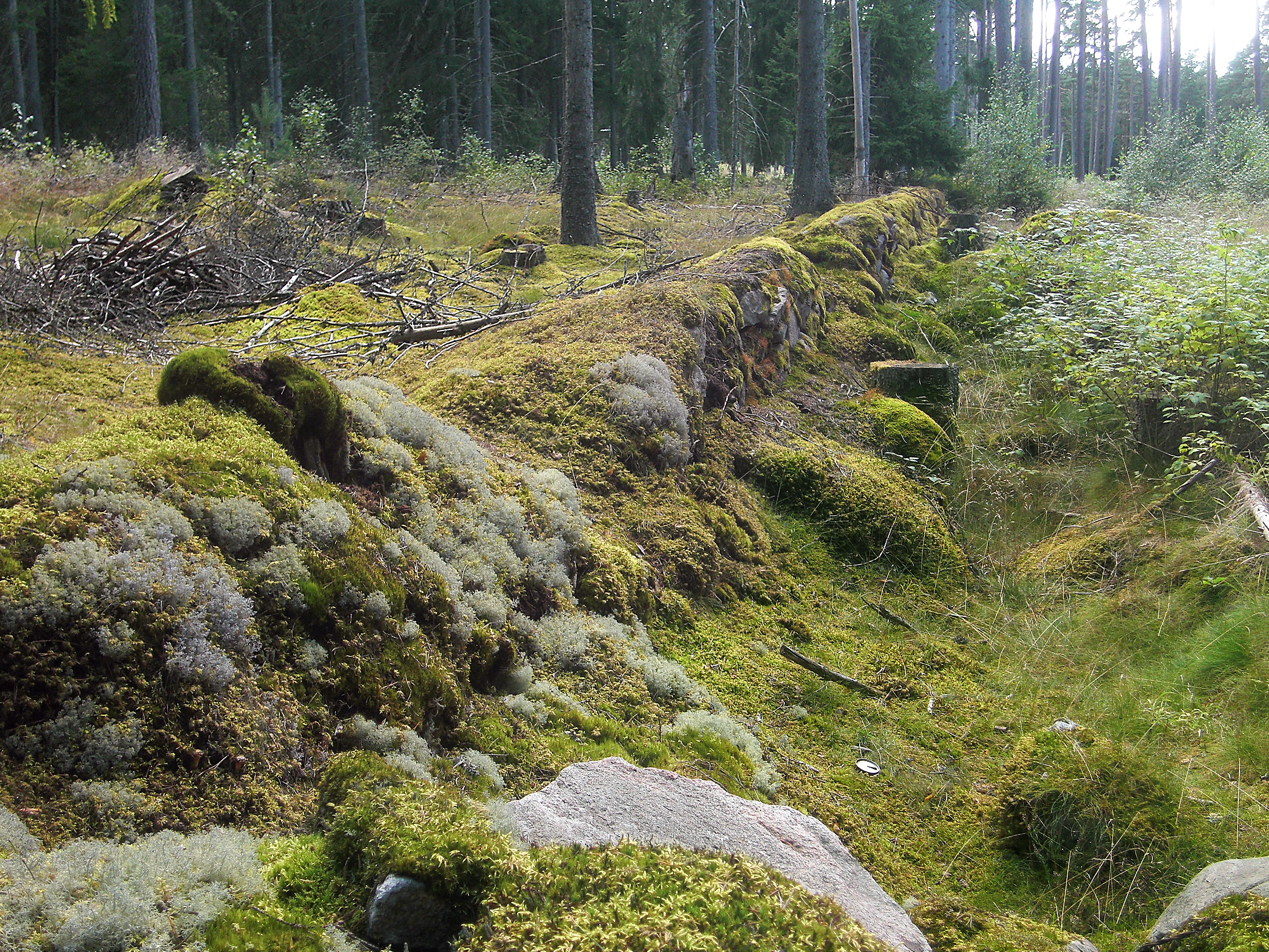
En gropavall i Trävattna socken i Västergötland. Den stensatta vallen ses till vänster och diket till höger.

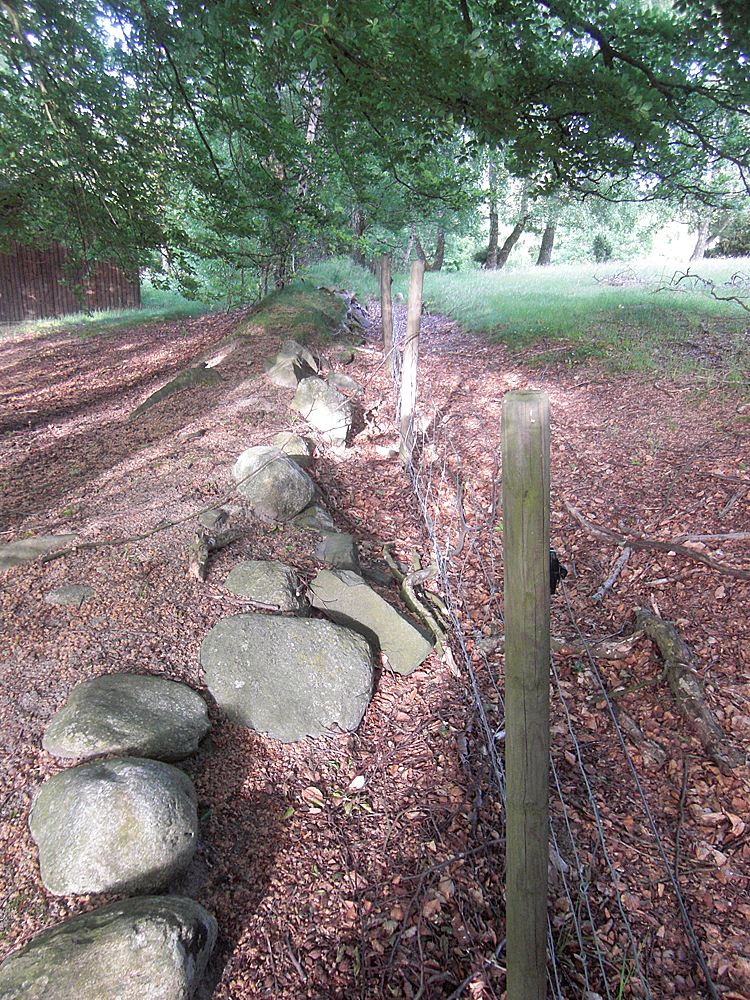
En gropavall eller ett jorddikargärde i Veberöds socken i Skåne. Den stensatta vallen ses till vänster och diket till höger, med ett modernt fårstängsel mellan vall och dike.

En gropavall, även kallad gropvall, vallgrop eller jorddikargärde, är en äldre hägnad som består av en jordvall invid ett parallellt dike. Jordvallen kan vara stenblandad och är ofta stensatt på den brantare sidan mot diket. Oftast är diket på den sida av vallen som vetter mot utmarken där boskapen gick när gropavallen anlades. Syftet med denna typ av hägnad var att djuren gick ned i diket först och därför fick svårare att ta sig över den stensatta jordvallen, som även kan ha haft ris eller enbuskar ovanpå, så kallat rishag. Hägnadens höjd brukade förr räknas från dikets botten och man räknade även med eventuellt rishag ovanpå vallen. I de fall en gropavall hindrar djur från båda hållen så brukar den ha diken på båda sidor.

## Utbredning
Gropavallen är vanlig i Västergötland och är i Fornminnesregistret främst registrerad i Falköpings kommun, men hägnadstypen finns även registrerad i Halland (främst i Halmstads kommun) och Skåne (främst i Örkelljunga kommun), samt i enstaka fall i Småland, Blekinge och Bohuslän. Troligtvis är gropavallar långt mycket vanligare än vad som är registrerat. Gropavallar anlades fram till mitten av 1800-talet.
I nordvästra Skåne kallas hägnadstypen för jorddikargärde. Ibland kan även gropavallar gå under beteckningen halvmur. Även ordet vångadike kan ibland syfta på något i stil med en gropavall.

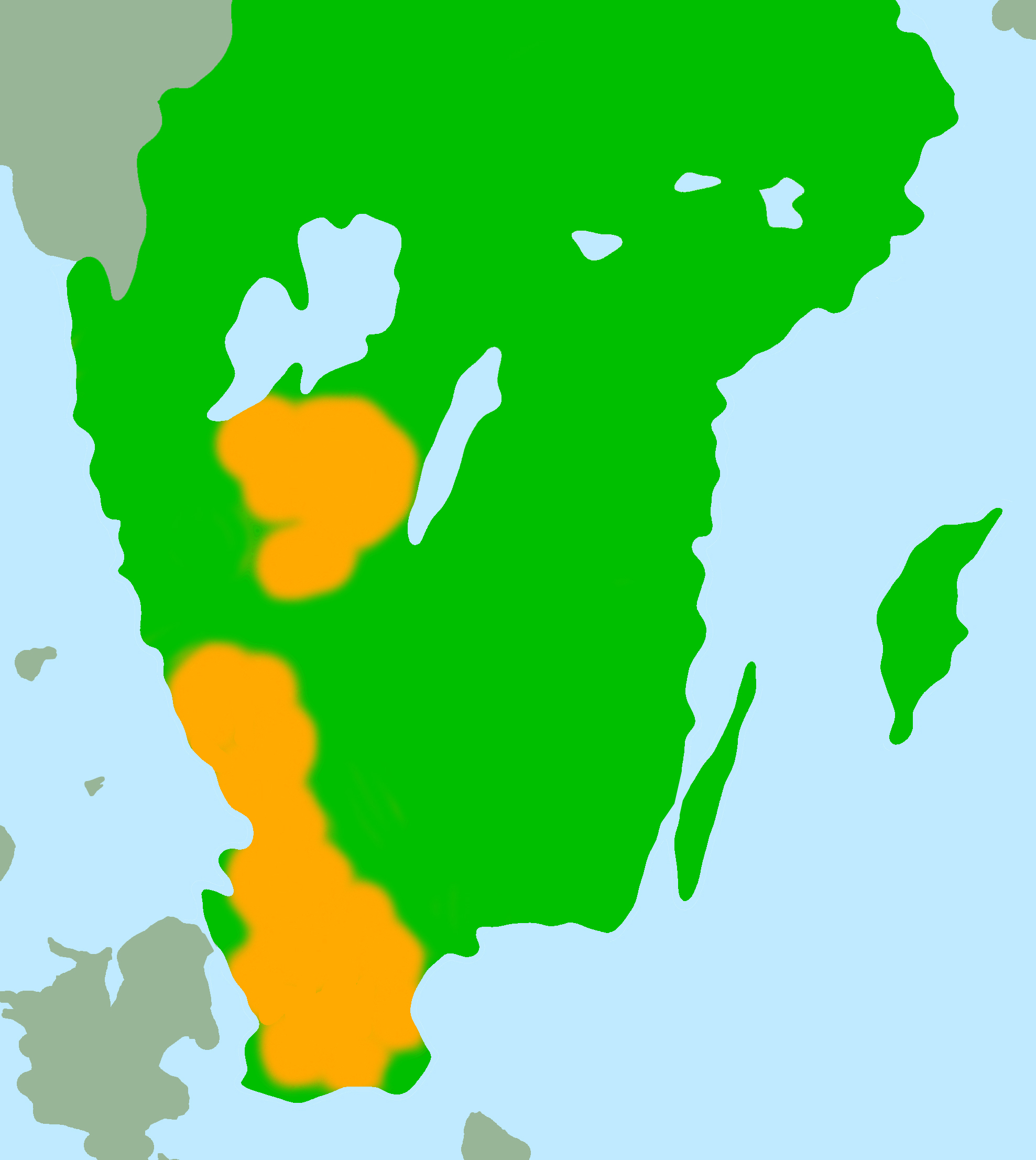
Karta över huvudsaklig utbredning av gropavallar (orange) registrerade i Fornminnesregistret 2015.
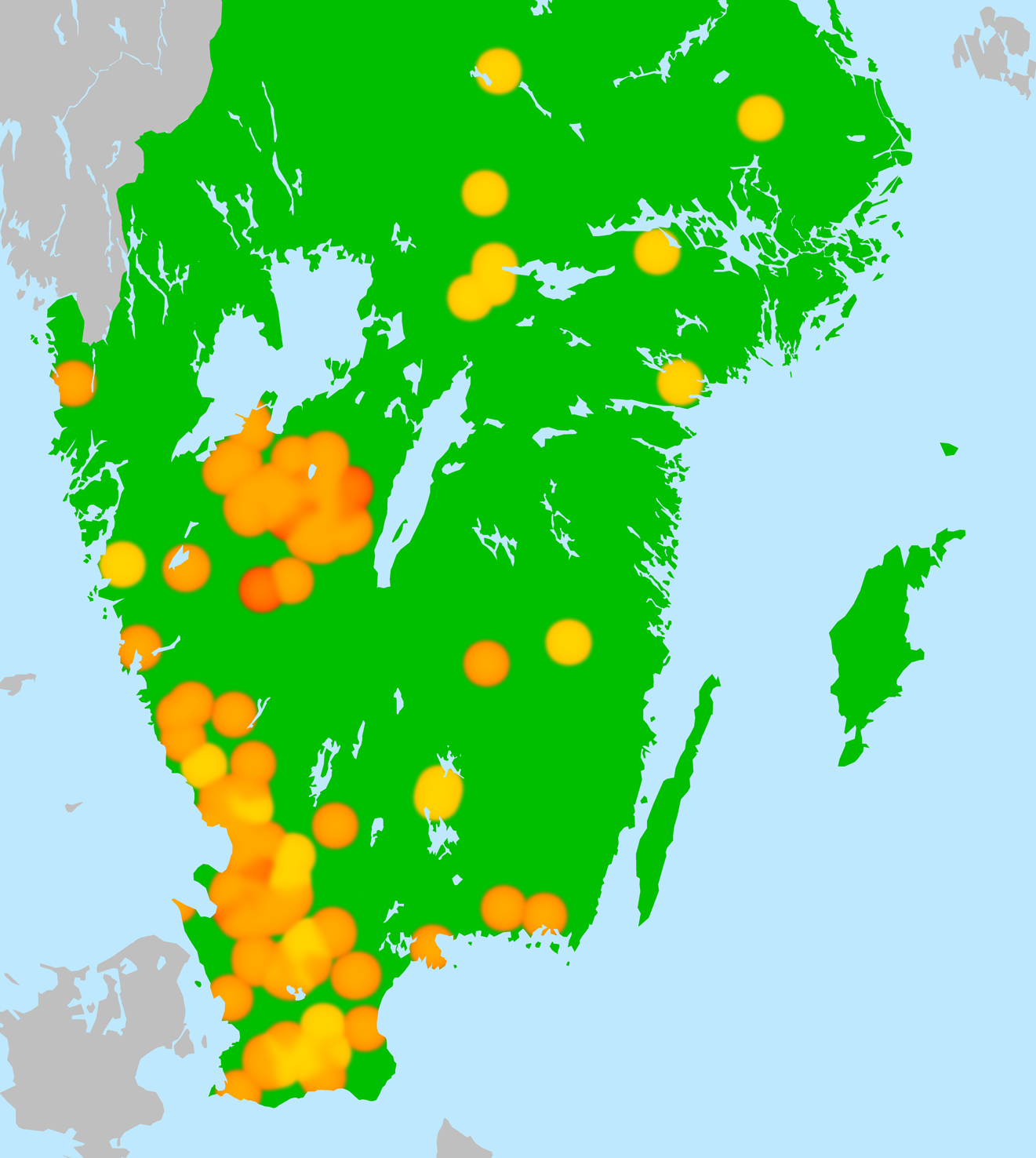
Mer detaljerad karta över utbredningen av gropavallar (olika orange toner) registrerade i Fornminnesregistret 2015. Orange är registrerade som "gropavall", rödorange som "gropvall", medan gulorange som "hägnadsvall" men har dike.

## Mått
Vanligen är gropavallar 3-4 m breda om man räknar både vall och dike. Vallens höjd och dikets djup varierar med bevarandeförhållandena, men vallen är vanligen 0,5 m hög och diket åtminstone 0,5 m djupt.